# アナ・カラスコサ
アナ・カラスコサ（Ana Carrascosa Zaragoza 、1980年5月6日 - ）はスペイン・バレンシア出身の女子柔道家。身長158cm
。

## 来歴
柔道は5歳の時に始めた。2008年の北京オリンピックでは2回戦で敗れた。2011年の世界選手権では準決勝で中村美里に敗れたが3位となった。2012年のロンドンオリンピックでは初戦で敗れた。2014年には引退を表明した。

## 主な戦績
- 1995年 - ヨーロッパユースオリンピックフェスティバル　3位(48kg級)
- 1998年 - 世界ジュニア　3位
- 1998年 - ヨーロッパジュニア　3位
- 1999年 - ヨーロッパジュニア　3位
- 2002年 - ヨーロッパ選手権　2位
- 2003年 - 世界選手権　7位
- 2007年 - オランダ国際　2位
- 2007年 - 嘉納杯　2位
- 2008年 - ヨーロッパ選手権　優勝
- 2008年 - ルーマニア国際　優勝
- 2008年 - 北京オリンピック　7位
- 2009年 - ヨーロッパ選手権　2位
- 2009年 - ワールドカップ・マドリード　優勝
- 2009年 - 地中海競技大会　3位
- 2009年 - 世界選手権　3位
- 2009年 - グランプリ・青島　2位
- 2009年 - グランドスラム・東京　3位
- 2010年 - グランドスラム・パリ　2位
- 2010年 - グランプリ・チュニス　2位
- 2010年 - グランプリ・ロッテルダム　3位
- 2010年 - グランプリ・アブダビ　3位
- 2011年 - ワールドマスターズ　5位
- 2011年 - グランドスラム・パリ　3位
- 2011年 - グランプリ・デュッセルドルフ　3位
- 2011年 - ヨーロッパ選手権　3位
- 2011年 - 世界選手権　3位
- 2012年 - グランドスラム・パリ　3位
- 2012年 - ヨーロッパ選手権　5位